# Aït Ourir
Aït Ourir är en stad i Marocko och är den största staden i provinsen Al Haouz som är en del av regionen Marrakech-Safi. Folkmängden uppgick till 39 108 invånare vid folkräkningen 2014.